# Палермская консерватория имени Алессандро Скарлатти
Палермская консерватория имени Алессандро Скарлатти (итал. Conservatorio Alessandro Scarlatti) — итальянское высшее учебное заведение, действующее в Палермо.

## История
История Консерватории, как и у неаполитанских консерваторий, восходит к Сиротскому приюту Доброго пастыря (итал. Orfanotrofio del Buon Pastore), основанному в 1617 году при палермской Церкви Благовещения (итал. chiesa della Santissima Annunziata). В 1721 году в приюте было введено обучение сирот музыке, в 1747 году оно стало основным учебным профилем учреждения. В это же время капельмейстером приюта и одним из главных наставников стал композитор Никола Логрошино.
Заметный толчок профессиональному развитию Консерватории Доброго пастыря дало руководство Пьетро Раймонди, который занимал пост директора и преподавателя контрапункта в 1833—1852 гг., а затем — его любимого ученика Пьетро Платаниа. В 1890 г. консерватория поглотила общеобразовательный мужской и женский лицей, в 1917 г. отказалась от проживания студентов в интернате. В 1915 году консерватории было присвоено имя Винченцо Беллини.
Организационная реформа 1999 года расширила спектр преподаваемых в консерватории специальностей, дополнив их историческим исполнительством, электронной музыкой и джазом. В 2018 году консерватория сменила название, получив новое наименование в честь уроженца Палермо Алессандро Скарлатти.

## Руководители консерватории
- Пьетро Раймонди (1833—1852)
- Пьетро Платаниа (1863—1881)
- Джорджо Мичели (1887—1894)
- Гульельмо Дзуэлли (1895—1913)
- Франческо Чилеа (1913—1916)
- Гвидо Альберто Фано (1916—1922)
- Джузеппе Муле (1922—1925)
- Антонио Саваста (1926—1938)
- Рито Сельваджи (1938—1941)
- Пьетро Ферро (1949—1955)
- Теренцио Гарджуло (1959—1961)
- Оттавио Дзиино
- Элиодоро Соллима

## Известные преподаватели
- Камилло де Нардис
- Альберто Фавара

## Известные студенты
- Франческо Баярди
- Винченцо Мария Пинторно